# إنا (اليابان)
إنا هي بلدية في اليابان، وبلدة في اليابان، تقع في مقاطعة كيتا-أداتشي، بلغ عدد سكانها 44,844 نسمة وذلك حسب إحصائيات سنة 2018، تبلغ مساحتها 14.79 كيلومتر مربع.